# 후키아게정 (사이타마현)
후키아게정(吹上町)은 사이타마현 기타아다치군에 설치되었던 정이다. 2005년 10월 1일 기타사이타마군, 가와사토정과 함께 고노스시에 편입되어 시의 일부에 해당한다.

## 역사
- 1871년 11월 14일 - 우라와현·시노부현·이와쓰키현의 3현이 합병해 사이타마현이 탄생하였다.
- 1879년 - 아다치 군의 구역으로 행정 구역으로서의 기타아다치 군이 성립해, 군청은 우라와주쿠에 설치되었다.
- 1889년 4월 1일 - 정촌제 시행과 함께 후키아게촌이 되었다.
- 1934년 4월 29일 - 정으로 승격해 후키아게정이 되었다.
- 1954년 7월 1일 - 기타아다치군 후키아게정, 고야촌이 합병해 새로운 후키아게정이 되었다.
- 1955년 10월 1일 후키아게정, 기타사이타마군 시모오시촌이 합병해 새로운 후키아게정이 되었다.
- 2005년 10월 1일 - 기타사이타마군 가와사토정과 함께 고노스시에 편입되었다.

## 교통

### 철도
- 동일본 여객철도 다카사키 선

### 국도
- 국도 17호선